# Finesse (bier)
Finesse is een Belgisch bier van hoge gisting.
Het bier wordt gebrouwen in Brouwerij De Dochter van de Korenaar te Baarle-Hertog.
Het is een amberkleurig driegranenbier, type tripel, met een alcoholpercentage van 8,5%.